# Sínodo dos Bispos para a Região Pan-Amazônica
O Sínodo dos Bispos para a Região Pan-Amazônica reuniu-se no Vaticano de 6 a 27 de outubro de 2019. O Papa Francisco anunciou em 15 de outubro de 2017 que trabalharia "para identificar novos caminhos para a evangelização do povo de Deus naquela região", especificamente os povos indígenas que experimentam a destruição e exploração de seu ambiente natural e vivem "muitas vezes esquecidos e sem o perspectiva de um futuro sereno".
Os obstáculos para a evangelização incluem o difícil terreno que dificulta o acesso das populações nativas, a grande variedade de línguas faladas e a resistência dos proprietários de terras e interesses comerciais. A bacia amazônica, de acordo com um relatório do Vaticano, cobre cerca de 6.000.000 km2, com uma população de 2,8 milhões dividida entre 400 tribos que "falam cerca de 240 línguas pertencentes a 49 famílias linguísticas". O Sínodo definiu a região para incluir partes da Bolívia, Brasil, Colômbia, Equador, Guiana Francesa, Peru, Venezuela, Guiana e Suriname, países onde a maioria da população é católica romana, com exceção dos dois últimos.
O papa João Paulo II convocou sínodos semelhantes para os Países Baixos em 1980 e para o Líbano em 1995.

## Antecedentes
Já em 1912, na encíclica Lacrimabili statu, o papa Pio X denunciou os donos das seringueiras no Peru por maltratarem a população nativa  e condenaram os missionários capuchinhos por não protegê-los. Visitando o Brasil em julho de 2013, o Papa Francisco disse: "A presença da Igreja na Bacia Amazônica não é a de alguém com malas prontas para sair depois de ter explorado tudo o que é possível. A Igreja está presente na Bacia Amazônica desde o início, em seus missionários, congregações religiosas, sacerdotes, leigos e bispos, e ela ainda está presente e crítica para o futuro da região. "  A encíclica do Papa Francisco, Laudato si ' (2015), enfocou a necessidade de defender os pobres e seu ambiente natural.
Desde março de 2015, a Rede Pan-Amazônica Eclesial (REPAM) coordena o trabalho da Igreja Católica na Amazônia, organizando o trabalho de sacerdotes e missionários, representantes nacionais da Caritas e defensores leigos para proteger os povos indígenas da Amazônia. e os recursos naturais da região da exploração. O Arcebispo Salvador Pineiro García-Calderón de Ayacucho, Presidente da Conferência Episcopal Peruana, informou que o Papa Francisco propôs um sínodo dedicado à região amazônica em uma reunião com os bispos do Peru em maio de 2017. Ele mencionou isso aos bispos do Equador em setembro de 2017.
Francisco visitou o Peru em janeiro de 2018 e foi recebido por 4.000 membros das comunidades indígenas da floresta amazônica . Ele disse que o povo da Amazônia estava ameaçado agora mais do que nunca, e questionou as políticas conservacionistas que afetam a floresta tropical peruana. Em Puerto Maldonado, ele pediu que as comunidades indígenas fossem reconhecidas como parceiras, e não como minorias. Ele disse que "todos os esforços que fazemos para recuperar a vida dos povos da Amazônia serão sempre muito poucos". Ele pediu ao povo peruano que ponha fim às práticas que degradam as mulheres e criticou a esterilização das mulheres indígenas.
Um documento preparatório lançado em junho de 2018 identificou os principais temas do Sínodo como o papel das mulheres na Igreja, os direitos e tradições dos povos indígenas e a necessidade de proporcionar maior acesso à Eucaristia. Nas reuniões preliminares, duas possíveis inovações para a consideração do Sínodo incluíram a ordenação de homens casados e uma modificação dos requisitos eucarísticos. A região enfrenta uma escassez de sacerdotes capazes de servir populações rurais remotas. Em janeiro de 2019, o Papa Francisco expressou simpatia pela ordenação de homens casados como sacerdotes nas ilhas do Pacífico: "É algo em que pensar quando há uma necessidade pastoral". Uma vez que o pão à base de trigo normalmente usado para a Eucaristia é inadequado para a umidade da Amazônia, o Sínodo pode considerar permitir o uso do pão à base de yucca da região. Em maio de 2019, o cardeal Cláudio Hummes colocou a falta de padres no contexto da inculturação . Ele disse que a Amazônia precisa de uma igreja com "cara de amazona e cara indígena" em vez de "igreja européia transplantada na Amazônia". Ele perguntou: "Como podemos pensar em uma igreja indígena para os indígenas se não houver clero indígena?" 

## Organização
Em 4 de maio de 2019, Francisco nomeou Hummes como Relator Geral do Sínodo e nomeou dois secretários especiais: Dom David Martínez de Aguirre Guiné, vigário apostólico de Puerto Maldonado, Peru, e Pe. Michael Czerny, subsecretário da Seção de Migrantes e Refugiados do Dicastério para o Serviço do Desenvolvimento Humano Integral. O documento preparatório do Sínodo ( instrumentum laboris ), intitulado "Amazônia, novos caminhos para a Igreja e para uma ecologia integral", foi publicado em 17 de junho de 2019.